# Sekundærrute 531
De Sekundærrute 531 is een secundaire weg in Denemarken. De weg loopt van Stangerum naar Allingåbro via Holbæk en Ørsted. De Randers Fjord splitst de weg in twee delen, waardoor er bij Udbyhøj Vasehuse een veerboot genomen moet worden om de weg te blijven volgen. De Sekundærrute 531 loopt door Midden-Jutland en is ongeveer 28 kilometer lang.